# آرثر أوبراين
آرثر أوبراين (بالإنجليزية: Arthur O'Brien)‏ هو لاعب اتحاد الرغبي نيوزيلندي، ولد في 15 مايو 1878 في ويستبورت ‏ في نيوزيلندا، وتوفي في 31 مايو 1961 في كرايستشرش في نيوزيلندا.